# 婦系図 湯島の白梅
『婦系図 湯島の白梅』（おんなけいず ゆしまのしらうめ）は、泉鏡花の小説『婦系図』を原作とした1955年の日本の映画作品である。大映東京撮影所製作、大映配給。白黒作品。
山本富士子が主演でありその後、山本主演でテレビドラマ化や舞台化もされた。

## あらすじ
あらすじ

## スタッフ
- 監督：衣笠貞之助
- 脚本：衣笠貞之助、相良準
- 原作：泉鏡花
- 企画：土井逸雄
- 製作：藤井朝太
- 撮影：渡辺公夫
- 美術：柴田篤二
- 音楽：斎藤一郎
- 録音：西井憲一
- 照明：久保田行一

## キャスト
- お蔦：山本富士子
- 早瀬主税：鶴田浩二
- 酒井俊蔵：森雅之
- 酒井妙子：藤田佳子
- 酒井きん：平井岐代子
- 松村雪子：川上康子
- 河野英吉：三田隆
- 小芳：杉村春子
- 万太：高松英郎
- 宮畑閑耕：八木沢敏
- お源：町田博子
- めの惣：加東大介
- お増：沢村貞子
- 柳沢教授：小沢栄太郎　当時の芸名は「小沢栄」
- 遠山：中村伸郎
- 交番の巡査：見明凡太朗
- 綱次：耕田久鯉子
- 秀弥：藍三千子
- 千代丸：高野英子
- 古道具屋：河原侃二

## テレビドラマ
フジテレビのシオノギテレビ劇場にて1966年6月9日と6月16日の2回に分け、湯島の白梅というタイトルで放送された。
キャスト
- お蔦：山本富士子
- 早瀬主税：田村高廣

| フジテレビ シオノギテレビ劇場（1966年6月9日 - 6月16日） | フジテレビ シオノギテレビ劇場（1966年6月9日 - 6月16日） | フジテレビ シオノギテレビ劇場（1966年6月9日 - 6月16日） |
| 前番組                                                  | 番組名                                                  | 次番組                                                  |
| ------------------------------------------------------- | ------------------------------------------------------- | ------------------------------------------------------- |
| 晩春                                                    | 湯島の白梅                                              | 燭台                                                    |